# Segeža
Segeža (rusky Сегежа, karelsky Segeža) je město v Karelské republice v Ruské federaci. Při sčítání lidu v roce 2010 měla bezmála třicet tisíc obyvatel.

## Poloha
Segeža leží u ústí řeky Segežy do jezera Vygozera. Od Petrozavodsku, hlavního města Karelské republiky, je Segeža vzdálena přibližně 270 kilometrů na sever.

### Doprava
Přes jezero vede trasa Bělomořsko-baltského kanálu a v Segeže je přístav.
Od roku zde vede Murmanská železniční magistrála, po které je Segeža vzdálena od Petrohradu přibližně 670 kilometrů a od Murmansku přibližně 780 kilometrů.

## Dějiny
Osídlení na místě dnešní Segežy je doloženo už od šestnáctého století, ale sama Segeža vznikla až v souvislosti se stavbou Murmanské železniční magistrály v roce 1914.
Od roku 1943 je Segeža městem.